# 菊坂町
菊坂町（きくざかちょう）は、愛知県名古屋市千種区の地名。現行行政地名は菊坂町1丁目から菊坂町3丁目。住居表示未実施。

## 地理
名古屋市千種区南部に位置する。東は丘上町、西は桐林町、南は御棚町、北は覚王山通に接する。

## 歴史

### 地名の由来
公募により命名されたという。菊坂は小高い丘の東側に位置する。

### 沿革
- 1945年（昭和20年）9月20日 - 千種区田代町の一部により、同区菊坂町として成立[1]。

## 世帯数と人口
2019年（平成31年）1月1日現在の世帯数と人口は以下の通りである。
| 町丁   | 世帯数  | 人口  |
| ------ | ------- | ----- |
| 菊坂町 | 443世帯 | 840人 |

### 人口の変遷
国勢調査による人口の推移
| 1950年（昭和25年） | 721人 | [ 9 ]  |  |
| 1955年（昭和30年） | 816人 | [ 9 ]  |  |
| 1960年（昭和35年） | 872人 | [ 10 ] |  |
| 1965年（昭和40年） | 961人 | [ 10 ] |  |
| 1970年（昭和45年） | 900人 | [ 11 ] |  |
| 1975年（昭和50年） | 815人 | [ 11 ] |  |
| 1980年（昭和55年） | 873人 | [ 12 ] |  |
| 1985年（昭和60年） | 860人 | [ 12 ] |  |
| 1990年（平成2年）  | 830人 | [ 13 ] |  |
| 1995年（平成7年）  | 806人 | [ 14 ] |  |
| 2000年（平成12年） | 806人 | [ 15 ] |  |
| 2005年（平成17年） | 945人 | [ 16 ] |  |
| 2010年（平成22年） | 909人 | [ 17 ] |  |

## 学区
市立小・中学校に通う場合、学校等は以下の通りとなる。また、公立高等学校に通う場合の学区は以下の通りとなる。
| 番・番地等 | 小学校               | 中学校               | 高等学校 |
| ---------- | -------------------- | -------------------- | -------- |
| 全域       | 名古屋市立田代小学校 | 名古屋市立城山中学校 | 尾張学区 |

## 施設
- 椙山女学園大学附属小学校[7]

1952年（昭和27年）に同地に設立された。

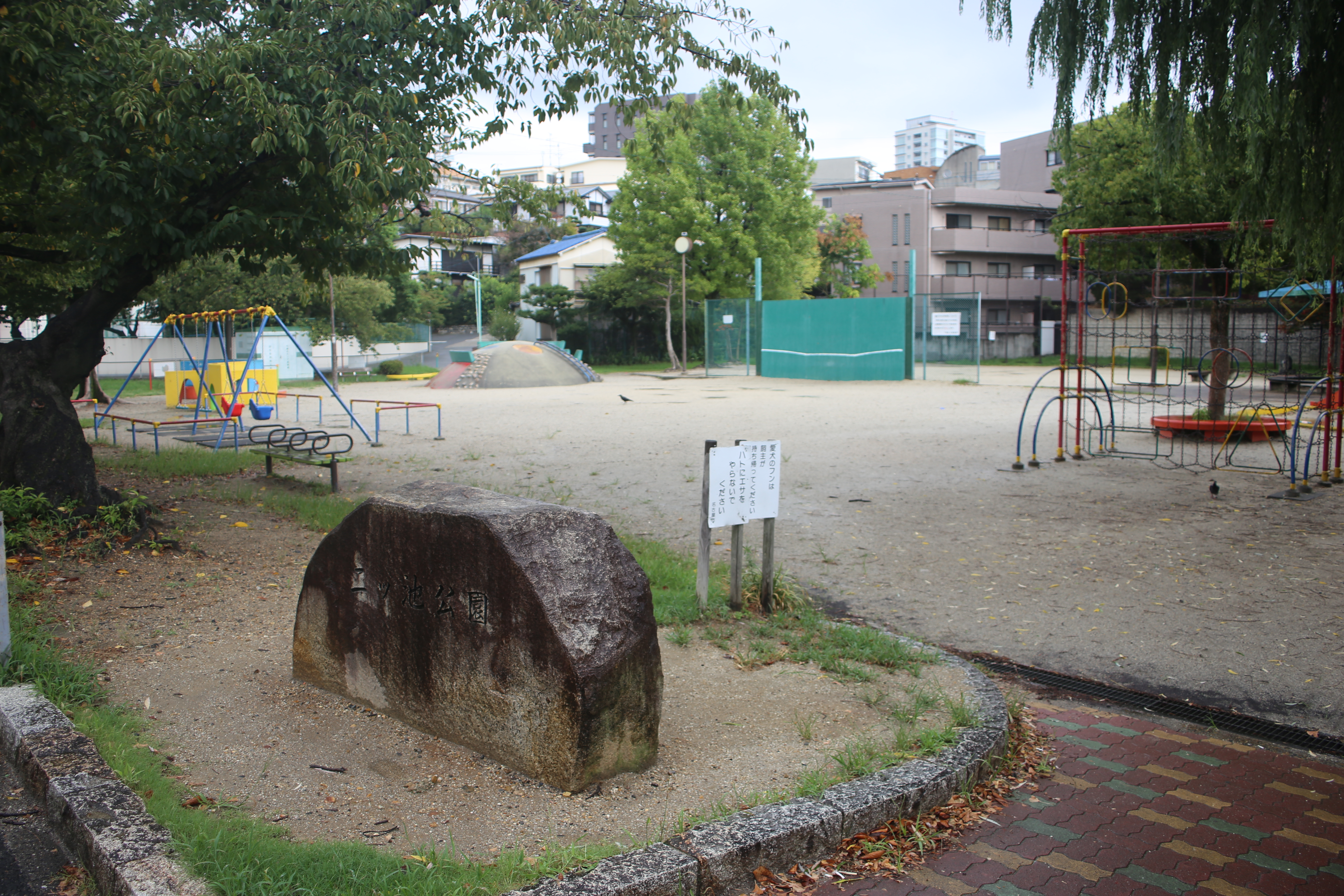
二ツ池公園

かつては同名の池があった場所を埋め立て、1952年（昭和27年）に開設された公園。
- 二ツ池公園

## その他

### 日本郵便
- 郵便番号 : 464-0836[4]（集配局：千種郵便局[21]）。

### 統計資料
- 名古屋市総務局企画室統計課 編『昭和31年版 名古屋市統計年鑑』名古屋市、1957年。
- 名古屋市総務局企画部統計課 編『昭和41年版 名古屋市統計年鑑』名古屋市、1967年。
- 名古屋市総務局統計課 編『昭和51年版 名古屋市統計年鑑』名古屋市、1977年。
- 名古屋市総務局統計課 編『昭和60年国勢調査 名古屋の町・丁目別人口（昭和60年10月1日現在）』名古屋市役所、1986年。
- 名古屋市総務局企画部統計課 編『平成2年国勢調査 名古屋の町（大字）別・年齢別人口（平成2年10月1日現在）』名古屋市役所、1994年。
- 名古屋市総務局企画部統計課 編『平成7年国勢調査 名古屋の町（大字）・丁目別人口（平成7年10月1日現在）』名古屋市役所、1996年。